# نورتن سيمون
نورتن سيمون (بالإنجليزية: Norton Simon) هو شخصية أعمال أمريكي، ولد في 5 فبراير 1907 في بورتلاند في الولايات المتحدة، وتوفي في 2 يونيو 1993 في بيفرلي هيلز في الولايات المتحدة.

## وصلات خارجية
- نورتن سيمون على موقع إن إن دي بي (الإنجليزية)